# Санта-Марія (Сал)
Спорт Клуб< Санта Марія або просто Санта Марія (порт. Sport Club Santa Maria) — професіональний кабовердійський футбольний клуб з острову Сал.

## Логотип
Їх логотип представляє собою щит з червоною лінією з лініями інших кольорів, у верхній частині щита знаходиться абревіатура клубу, нижня частина щита має смужки блакитного кольору та його відтінки, що символізував Атлантичний океан, середню частину щита займає футбольний м'яч та човен, над яким знаходиться сонце, від якого відходять смуги світло-оранжевого, оранжевого та червоного кольорів.

## Форма
Домашня форма клубу червоного кольору, а виїзна — жовтого.

## Історія клубу
Команда базується в південній частині острову Саль. Це одна з найтитулованіших команд острова Саль за кількістю острівних чемпіонств, але вони жодного разу не вигравали національного Чемпіоншипу. Їх найбільшим досягненням була участь у фінальному матчі Чемпіоншипу, в якому вони поступилися клубу Академіка (Мінделу) в сезоні 1989 року.

## Досягнення
- Чемпіонат острову Саль: 7 перемог

1982, 1987, 1989, 1992, 1997, 1998, 2009
- Суперкубок острова Саль: 1 перемога

2009

## Статистика виступів у лігах та кубках

### Національний чемпіонат
| Сезон | Див. | Міс. | Іг. | В | Н | П | ЗМ | ПМ | РМ | О | Примітки     | Плей-офф           |
| ----- | ---- | ---- | --- | - | - | - | -- | -- | -- | - | ------------ | ------------------ |
| 2004  | 1B   | 5    | 4   | 0 | 1 | 3 | 3  | 11 | -8 | 1 | Не пробилися | Не приймали участі |
| 2009  | 1A   | 5    | 5   | 0 | 2 | 3 | 6  | 13 | -7 | 2 | Не пробилися | Не приймали участі |

### Чемпіонат острову
| Сезон   | Див. | Міс. | Іг. | В | Н | П | ЗМ | ПМ | РМ | О  | Кубок | Суперкубок | Примітки                           |
| ------- | ---- | ---- | --- | - | - | - | -- | -- | -- | -- | ----- | ---------- | ---------------------------------- |
| 2008-09 | 2    | 1    | 10  | - | - | - | -  | -  | -  | -  |       | Переможець | Вихід до національного Чемпіоншипу |
| 2013-14 | 2    | 3    | 10  | 5 | 1 | 4 | 14 | 9  | +5 | 16 |       |            |                                    |
| 2014-15 | 2    | 4    | 10  | 4 | 2 | 4 | 14 | 12 | +2 | 4  |       |            | Вихід до національного Чемпіоншипу |

## Деякі статистичні дані
- Найкращий рейтинг: 2-ге (національний чемпіонат)

## Відомі гравці
- Карлуш Педру Сілва Мораїш (Калу) — форвард, грав у команді в 2010 році
- Родірлей Жозе Ашкеншау Дуарте (Роді) — форвард, грав у команді в сезоні 2008/09 років